# Viktoriya Pantyley
Viktoriya Pantyley (ukr. Вікторія Анатоліївна Пантилей) – ukraińska geograf, dr hab., adiunkt Instytutu Geografii Społeczno-Ekonomicznej i Gospodarki Przestrzennej Wydziału Nauk o Ziemi i Gospodarki Przestrzennej Uniwersytetu Marii Curie-Skłodowskiej.

## Życiorys
11 stycznia 2006 obroniła pracę doktorską Wpływ zmian społeczno-gospodarczych na stan zdrowia ludności Ukrainy i Polski w latach 1990–2002, następnie uzyskała stopień doktora habilitowanego. Jest zatrudniona na stanowisku adiunkta w Instytucie Geografii Społeczno-Ekonomicznej i Gospodarki Przestrzennej na Wydziale Nauk o Ziemi i Gospodarki Przestrzennej Uniwersytetu Marii Curie-Skłodowskiej.